# Lamellostreptus complexus
Lamellostreptus complexus är en mångfotingart som först beskrevs av Chamberlin.  Lamellostreptus complexus ingår i släktet Lamellostreptus och familjen Harpagophoridae. Inga underarter finns listade i Catalogue of Life.